# Ray Terzynski
Raymond Walter Terzynski, detto Ray (Rhinelander, 27 novembre 1919 – Rhinelander, 18 agosto 1983), è stato un cestista statunitense, professionista nella NBL.

## Carriera
Giocò per tre stagioni nella NBL, disputando complessivamente 52 partite con 3,7 punti di media.